# Androstan
Androstan – organiczny związek chemiczny z grupy steroidów. Stanowi podstawowy szkielet węglowy obecny w cząsteczkach androgenów. Jest zbudowany z 19 atomów węgla. Jak wszystkie steroidy, posiada skondensowany układ czterech pierścieni – trzech sześcioczłonowych i jednego pięcioczłonowego.

Struktura androstanu i numeracja atomów węgla

Pierścienie mogą być względem siebie różnie położone. Kolejne pierścienie nazywa się od kolejnych liter alfabetu. Pierścienie tworzone przez atomy węgla numerowane od 1 do 10 określane są jako A i B. W zależności od konfiguracji atomu C5 wyróżnia się α i β androstan. W β-androstanie atom ten ma konfigurację S – wtedy atom wodoru H5 przy typowej projekcji cząsteczki „wystaje” nad płaszczyznę. W α-androstanie atom C5 ma konfigurację R, a atom H5 znajduje się pod płaszczyzną.
W naturalnym ludzkim androsteronie występuje układ α-androstanu.